# Dichecephala heteropyga
Dichecephala heteropyga är en skalbaggsart som beskrevs av Moser 1917. Dichecephala heteropyga ingår i släktet Dichecephala och familjen Melolonthidae. Inga underarter finns listade i Catalogue of Life.